# Β

Beta en una letra capital del Etymologicum Magnum (1499).

Beta (en mayúscula Β, en minúscula β; llamada en griego antiguo βῆτα bêta /bɛ̂ː.ta/, en griego moderno βήτα víta /ˈvi.ta/) es la segunda letra del alfabeto griego. En griego antiguo se pronunciaba [b], en griego moderno se pronuncia [v].
En el alfabeto fonético internacional, es la letra que representa la fricativa bilabial sonora.
No se debe confundir la beta con sus derivadas en el alfabeto latino, B, y en el alfabeto cirílico, В; ni tampoco con ß (eszett), una ligadura de las letras ese y zeta, ſs o ss del idioma alemán.
En el sistema de numeración griega tiene un valor de 2 (Β΄).

## Historia
La letra beta  deriva de la letra fenicia bēt (), esta a su vez deriva del alfabeto protosinaítico que se inspira en los jeroglíficos egipcios parar crear letras por el principio de acrofonía. Bet, que significa «casa» en muchos idiomas semíticos, estaría basado en el jeroglífico que representa el plano estilizado de una casa sencilla de una habitación con una entrada .
En las primeras inscripciones griegas posteriores a la Edad Oscura, alrededor del siglo VIII a. C., la orientación de la letra es igual a la del alfabeto fenicio. En los alfabetos griegos posteriores, generalmente se gira 90°
En los alfabetos griegos arcaicos la letra beta era probablemente la letra con mayor número de diferentes variantes epicóricas. Aparte de la forma clásica, que podía ser redondeada () o puntiaguda () había muchas otras formas como  (Gortina, Creta),  and  (Thera),  (Argos),  (Melos),  (Corinto),  (Megara, Bizancio) y  (Cícladas).
La minúscula β también tiene un arco doble, pero la minúscula tiene una forma más redondeada que la mayúscula, y el lado izquierdo de la letra tiende a tener una extensión que sobresale por debajo de la línea de base. Sin embargo, dentro de la palabra algunas tradiciones tipográficas como la de los copistas franceses usan una variación en minúscula sin el asta descendente (ϐ), por ejemplo, la palabra «libro» puede aparecer en la forma βίϐλος). La beta minúscula no debe confundirse con la doble S alemana (ß), una ligadura que es ligeramente similar, aunque no tiene descendente y está abierta en su parte inferior.

### Variantes epigráficas
Las fuentes epigráficas incluyen las siguientes variantes:

## Uso
En griego antiguo, beta representa la consonante oclusiva bilabial sonora /b/. En griego medieval y moderno, beta representa la consonante fricativa labio-dental sonora /v/.
En el sistema numérico griego, beta representa 2.

### En ciencia
- Beta-operatoria es usada para designar a aquellas ciencias en cuyos campos aparece el sujeto corpóreo.
- En software, cuando se habla de un programa beta, se hace referencia a una versión en desarrollo o con fallos técnicos que suelen ser más abiertas que versiones Alfa.
- En el sistema de numeración griego su valor es dos (βʹ).
- En física nuclear y de partículas representa un tipo de desintegración, desintegración beta.
- En la sonoridad («volumen») de una onda sonora.
- En virología, en el contexto de la pandemia de COVID-19, la Organización Mundial de la Salud (OMS) designó como una variante de preocupación a Beta, una mutación del SARS-CoV-2, virus que produce la enfermedad del COVID-19, encontrado en mayo de 2020 en Sudáfrica.

## Unicode
- Griego

| Carácter      | Β                         | Β                         | β                       | β                       | ϐ                 | ϐ                 | ᵝ                          | ᵝ                          | ᵦ                                 | ᵦ                                 |
| ------------- | ------------------------- | ------------------------- | ----------------------- | ----------------------- | ----------------- | ----------------- | -------------------------- | -------------------------- | --------------------------------- | --------------------------------- |
| Unicode       | GREEK CAPITAL LETTER BETA | GREEK CAPITAL LETTER BETA | GREEK SMALL LETTER BETA | GREEK SMALL LETTER BETA | GREEK BETA SYMBOL | GREEK BETA SYMBOL | MODIFIER LETTER SMALL BETA | MODIFIER LETTER SMALL BETA | GREEK SUBSCRIPT SMALL LETTER BETA | GREEK SUBSCRIPT SMALL LETTER BETA |
| Codificación  | decimal                   | hex                       | decimal                 | hex                     | decimal           | hex               | decimal                    | hex                        | decimal                           | hex                               |
| Unicode       | 914                       | U+0392                    | 946                     | U+03B2                  | 976               | U+03D0            | 7517                       | U+1D5D                     | 7526                              | U+1D66                            |
| UTF-8         | 206 146                   | CE 92                     | 206 178                 | CE B2                   | 207 144           | CF 90             | 225 181 157                | E1 B5 9D                   | 225 181 166                       | E1 B5 A6                          |
| Ref. numérica | &#914;                    | &#x392;                   | &#946;                  | &#x3B2;                 | &#976;            | &#x3D0;           | &#7517;                    | &#x1D5D;                   | &#7526;                           | &#x1D66;                          |
| Ref. entidad  | &Beta;                    | &Beta;                    | &beta;                  | &beta;                  |                   |                   |                            |                            |                                   |                                   |
| DOS Greek     | 129                       | 81                        | 153                     | 99                      |                   |                   |                            |                            |                                   |                                   |
| DOS Greek-2   | 165                       | A5                        | 215                     | D7                      |                   |                   |                            |                            |                                   |                                   |
| Windows 1253  | 194                       | C2                        | 226                     | E2                      |                   |                   |                            |                            |                                   |                                   |
| TeX           |                           |                           | \beta                   | \beta                   |                   |                   |                            |                            |                                   |                                   |

- Latino

| Carácter      | Ꞵ                         | Ꞵ                         | ꞵ                       | ꞵ                       |
| ------------- | ------------------------- | ------------------------- | ----------------------- | ----------------------- |
| Unicode       | LATIN CAPITAL LETTER BETA | LATIN CAPITAL LETTER BETA | LATIN SMALL LETTER BETA | LATIN SMALL LETTER BETA |
| Codificación  | decimal                   | hex                       | decimal                 | hex                     |
| Unicode       | 42932                     | U+A7B4                    | 42933                   | U+A7B5                  |
| UTF-8         | 234 158 180               | EA 9E B4                  | 234 158 181             | EA 9E B5                |
| Ref. numérica | &#42932;                  | &#xA7B4;                  | &#42933;                | &#xA7B5;                |

- Matemáticas

| Carácter      | 𝚩                              | 𝚩                              | 𝛃                            | 𝛃                            | 𝛣                                | 𝛣                                | 𝛽                              | 𝛽                              | 𝜝                                     | 𝜝                                     | 𝜷                                   | 𝜷                                   |
| ------------- | ------------------------------ | ------------------------------ | ---------------------------- | ---------------------------- | -------------------------------- | -------------------------------- | ------------------------------ | ------------------------------ | ------------------------------------- | ------------------------------------- | ----------------------------------- | ----------------------------------- |
| Unicode       | MATHEMATICAL BOLD CAPITAL BETA | MATHEMATICAL BOLD CAPITAL BETA | MATHEMATICAL BOLD SMALL BETA | MATHEMATICAL BOLD SMALL BETA | MATHEMATICAL ITALIC CAPITAL BETA | MATHEMATICAL ITALIC CAPITAL BETA | MATHEMATICAL ITALIC SMALL BETA | MATHEMATICAL ITALIC SMALL BETA | MATHEMATICAL BOLD ITALIC CAPITAL BETA | MATHEMATICAL BOLD ITALIC CAPITAL BETA | MATHEMATICAL BOLD ITALIC SMALL BETA | MATHEMATICAL BOLD ITALIC SMALL BETA |
| Codificación  | decimal                        | hex                            | decimal                      | hex                          | decimal                          | hex                              | decimal                        | hex                            | decimal                               | hex                                   | decimal                             | hex                                 |
| Unicode       | 120489                         | U+1D6A9                        | 120515                       | U+1D6C3                      | 120547                           | U+1D6E3                          | 120573                         | U+1D6FD                        | 120605                                | U+1D71D                               | 120631                              | U+1D737                             |
| UTF-8         | 240 157 154 169                | F0 9D 9A A9                    | 240 157 155 131              | F0 9D 9B 83                  | 240 157 155 163                  | F0 9D 9B A3                      | 240 157 155 189                | F0 9D 9B BD                    | 240 157 156 157                       | F0 9D 9C 9D                           | 240 157 156 183                     | F0 9D 9C B7                         |
| Ref. numérica | &#120489;                      | &#x1D6A9;                      | &#120515;                    | &#x1D6C3;                    | &#120547;                        | &#x1D6E3;                        | &#120573;                      | &#x1D6FD;                      | &#120605;                             | &#x1D71D;                             | &#120631;                           | &#x1D737;                           |

| Carácter      | 𝝗                                         | 𝝗                                         | 𝝱                                       | 𝝱                                       | 𝞑                                                | 𝞑                                                | 𝞫                                              | 𝞫                                              |
| ------------- | ----------------------------------------- | ----------------------------------------- | --------------------------------------- | --------------------------------------- | ------------------------------------------------ | ------------------------------------------------ | ---------------------------------------------- | ---------------------------------------------- |
| Unicode       | MATHEMATICAL SANS-SERIF BOLD CAPITAL BETA | MATHEMATICAL SANS-SERIF BOLD CAPITAL BETA | MATHEMATICAL SANS-SERIF BOLD SMALL BETA | MATHEMATICAL SANS-SERIF BOLD SMALL BETA | MATHEMATICAL SANS-SERIF BOLD ITALIC CAPITAL BETA | MATHEMATICAL SANS-SERIF BOLD ITALIC CAPITAL BETA | MATHEMATICAL SANS-SERIF BOLD ITALIC SMALL BETA | MATHEMATICAL SANS-SERIF BOLD ITALIC SMALL BETA |
| Codificación  | decimal                                   | hex                                       | decimal                                 | hex                                     | decimal                                          | hex                                              | decimal                                        | hex                                            |
| Unicode       | 120663                                    | U+1D757                                   | 120689                                  | U+1D771                                 | 120721                                           | U+1D791                                          | 120747                                         | U+1D7AB                                        |
| UTF-8         | 240 157 157 151                           | F0 9D 9D 97                               | 240 157 157 177                         | F0 9D 9D B1                             | 240 157 158 145                                  | F0 9D 9E 91                                      | 240 157 158 171                                | F0 9D 9E AB                                    |
| Ref. numérica | &#120663;                                 | &#x1D757;                                 | &#120689;                               | &#x1D771;                               | &#120721;                                        | &#x1D791;                                        | &#120747;                                      | &#x1D7AB;                                      |

Estos caracteres se utilizan solo como símbolos matemáticos. El texto griego estilizado debe codificarse utilizando las letras griegas normales, con marcado y formato para indicar el estilo del texto.